# منطق بولياني
المنطق البولياني هو نظام كامل للعمليات المنطقية. أخذ تسميته من العالم جورج بول الذي قام بتعريف النظام الجبري للمنطق في منتصف القرن التاسع عشر. للمنطق البولياني العديد من التطبيقات في الإلكترونيات، أجهزة الحاسوب والبرامج الحاسوبية.

## خصائص
نعرف عمليتين منطقيتين رئيسيتن نرمز للأولى "." وهي تعبر عن عملية «و»، والعملية "+" وهي تعبر عن العملية «أو»، كما تستخدم 0 على اعتباره الصفر المنطقي (مجموعة خالية)، والعدد 1 يعبر عن الحالة المنطقية «حقيقة» (TRUE) أو المجموعة الكلية.
1- عمليات مشابهة للعمليات الجبرية العادية
A.1 = A
A.0 = 0
A+0 = A
A.B = B.A
A+B+C = (A+B)+C = A+(B+C)
A.B.C = (A.B).C = A.(B.C)
A(B+C) = A.B+A.C
2- قوانين غير متطابقة مع الجبر العادي:
A+1 = 1
A+A = A
A.A = A
A+Ā = 1
A. Ā = 0
A+(B.C) = (A+B)(A+C)
A+A.B = A
A(A+B) = A
3- البديهيات:
0.0	= 0
1.0	= 0
0+0 = 0
0+1 = 1
1.1 = 1
بالإضافة إلى نظريتي ديمورغان.

## الجبر البولوني في وصف الدوائر الإلكتروني
لاستنتاج التعبير البولوني لأي دائرة إلكترونية، نبدأ من أقصى اليسار للدائرة الإلكترونية متجهين للخرج النهائي وذلك بكتابة الخرج لكل بوابة. وكمثال على ما سبق الشكل التالي:
مثال:
ليكن لدينا التابع التالي:
F = A.E.I+Ā.E.Ī+ Ā.E.I+A.Ē.Ī+A.Ē.I
F = A.E(I+ Ī)+A.Ē(I+ Ī)+ Ā.E.I
نخرج عوامل مشترك
F = A.E.1 + A.Ē.1 + Ā.E.I
حسب الخواص نعوض القيم كما هو موضح
F = A.E + A.Ē + Ā.E.I
لدينا التابع الجديد وهو
F = A.(E+Ē) + Ā.E.I
نخرج عوامل مشتركة مرة أخرى
F = A.1 + Ā.E.I
نعوض القيم
F = A + Ā.E.I
التابع الجديد
F = (A+ Ā) (A+E.I)
والآن وفي هذه المرحلة نقوم بتوزيع الجداء على الجمع
F = A+E.I
فيكون هذا التابع وهو بأبسط صورة ممكنة